# Mercy (chanson de Muse)
Pour les articles homonymes, voir Mercy.
Singles de Muse
Dead Inside
(2015) Revolt
(2015)
Pistes de Drones
Psycho
(3) Reapers
(5)
Mercy est le quatrième morceau de l'album Drones de Muse, paru en France le 8 juin 2015. C'est le troisième extrait issu de Drones et le deuxième single officiel de l'album, après Dead Inside. Il s'agit du trente-troisième single du groupe. La chanson a été enregistrée au Warehouse Studio à Vancouver au Canada entre 2014 et 2015. Elle sera dévoilée pour la première fois sur BBC Radio 1, le 18 mai 2015 à 19h GMT dans l'émission d'Annie Mac,.
Elle est également utilisée comme bande sonore de la publicité télévisuelle pour le dernier jeu vidéo "Batman : Arkham Knight" sur PS4 et comme musique de clôture de chaque match de la coupe du monde de Rugby 2015 sur TF1.

## La chanson
Il a été dévoilé en exclusivité et joué en concert pour la première fois le 9 mai 2015 au iHeartRadio Theater de New York. Il sera dévoilé en version studio sur la BBC le 18 mai 2015 mais a cependant fuité la veille sur les réseaux sociaux.
Mercy est la 3e chanson musical de l'album après Dead Inside et Psycho. Dans le déroulement de l'histoire, il s'agit du moment où le personnage principal que l'on suit d'un bout à l'autre de l'album, demande à un être probablement supérieur la miséricorde afin de sortir de la noirceur évoquée dans les deux premiers morceaux et de ne pas se laisser mentalement manipuler (Psycho).

### La sonorité
Le morceau est une mélodie au synthétiseur et à la guitare électrique, joyeuse et entraînante mêlée à des envolées vocales implorant la miséricorde . Il est musicalement proche du tube Starlight, paru en 2006 sur l'album Black Holes and Revelations.

### La vidéo
La vidéo a été tournée en mai 2015. Il met en scène un drone humain (selon les thèmes de l'album), depuis sa création, celui-ci se réveillant tout le matins avec une mémoire réinitialisée. On peut le voir s'entraîner en extérieur et se réveiller tous les matins en compagnie des scientifiques, entrecoupés de scènes avec le groupe en train de jouer dans une salle sombre avec des néons et un éclairage saturé. À la fin du clip, le drone découvre un double de lui-même, se révolte contre ses oppresseurs et s'enfuit. Le clip résume le "périple" du protagoniste des chansons de l'album. Le clip est réalisé par Sing J Lee et le personnage du clip est interprété par la mannequin et actrice américaine Elle Evans,,.

## Critiques et classements
| Pays                           | Classements |
| ------------------------------ | ----------- |
| France (SNEP)                  | 40          |
| Espagne (PROMUSICAE)           | 49          |
| Royaume-Uni (UK Rock Chart)    | 1           |
| États-Unis (Hot Rock Songs)    | 38          |
| États-Unis (Alternative Songs) | 10          |
| États-Unis (Mainstream Rock)   | 23          |
| États-Unis (Rock Airplay)      | 14          |